# South Vinemont
South Vinemont è un comune degli Stati Uniti d'America situato nella contea di Cullman dello Stato dell'Alabama.